# 台灣籃球史
早在1950年，台灣就出現了全國性質籃球賽事。當時由台灣省體育會籃球協會創辦了台灣省籃球聯賽分為男、女甲、乙組，以及台灣省中等學校籃球聯賽分為男女生組，第六屆分起分為為高中組、初中組及女子組，第七屆增加初女組，1970年更名為台灣區中等學校籃球聯賽，分為高男、高女、國男、國女。1978年起台灣省中等學校籃球聯賽和台北市中等學校籃球錦標賽各組冠亞軍隊伍，再進行台灣區等學校籃球聯賽。1981年開始停辦台灣區中等學校籃球聯賽，由台灣省、台北市及高雄市中等學校的各組優勝隊伍參加全國中等學校籃球錦標賽。
1977年中華民國籃球協會創辦全國中等學校籃球錦標賽，分為高男、高女、初男及初女，舉辦五屆至1981年停辦，由自由盃籃球錦標賽接續。1988年中華民國教育部創立HBL高中籃球聯賽，分為男子與女子甲、乙組等4大組別。1989年11月2日第一屆JHBL國中籃球聯賽開打。
2005年成立WSBL女子超級籃球聯賽，目前有國泰人壽、台元紡織、中華電信、台灣電力等四隊參加。2013年創辦女籃發展聯盟（WBDL），停辦五年的全國社會籃球錦標賽也復辦。
台灣曾承辦過1963年亞洲籃球錦標賽、1968年亞洲女子籃球錦標賽、1972年亞洲女子籃球錦標賽、2002年亞洲U18青年女子籃球錦標賽、2004年亞洲史坦克維奇盃籃球錦標賽，以及1970年代喪失中國奧林匹克委員會會籍後長期主辦的威廉瓊斯盃國際籃球邀請賽等國際賽事。

## 歷史

### 1990年代
1993年8月14日，中華職業籃球聯盟促進會在台北希爾頓大飯店，舉行首次公開且正式的聚會與記者會，有宏國隊負責人林鴻道、裕隆隊負責人嚴凱泰、新瑞隊負責人洪敏泰與幸福隊負責人陳兩傳（由女兒陳韻如代表）出席，會中宣布「中華職業籃球聯盟」和「中華職業籃球股份有限公司」在短期內將正式成立，洪敏泰出任球團召集人，聯盟執行長將由洪濬哲擔任，職籃元年預計1994年3月展開。1994年11月12日，職籃元年例行賽於臺北市立體育專科學校開打，開球儀式由時任中華民國總統李登輝主持，由宏國象對陣裕隆恐龍。1999年3月9日，中華職籃公司董事會決議，職籃五年賽程進行至3月14日止，往後球賽暫時中止。3月14日，職籃五年賽程中止。2000年1月1日，千禧紀念賽開打，由裕隆恐龍對陣宏國象。6月27日，中華職籃公司董事長陳政忠在開完五球團復賽會議之後表示，職籃六年預定11月17日開打，整個賽季例行賽共一百場，除達欣虎之外，共有五隊參賽。11月23日，中華職籃聯盟會長陳健治宣佈，因無法維持至少四隊參賽，暫停職籃六年復賽。11月30日，中華職籃董事會達成三點決議：「一、待大環境景氣復甦，再尋求『原六隊』共同復賽。二、中華職籃公司僅維持一至二名員工處理後續事宜，其餘遣散。三、積極向政府爭取興建專屬場館，改善比賽環境以利復賽」。

### 2000年代
2003年4月，行政院體育委員會主任委員林德福、行政院體育委員會副主委朱壽騫、社會甲組球隊裕隆隊教練錢一飛、社會甲組球隊九太科技領隊閻家驊、中華民國籃球協會副理事長俞文蔚、中華民國籃球協會副秘書長王人生和召集人立法委員鄭志龍共七人組成「甲A聯賽推動小組」，望能推動出在2003年冬天開打的半職業籃球聯賽。同年5月，中華民國籃球協會常務理監事會通過決議，於中華民國籃球協會原有架構之下成立「超級籃球聯賽委員會」，由行政院體育委員會、中華民國籃球協會，以及裕隆、新浪、中廣、達欣、九太、台啤、臺銀等七個社會甲組球團，加上賽事執行單位以及「社會公正人士」共11名代表組成，做為新成立的SBL超級籃球聯賽的決策單位。SBL超級籃球聯賽的第一個球季於同年11月展開。
2006年，首度串聯自組聯盟，破局收場。
2009年，因SBL超級籃球聯賽球團對籃協改革，沒有動靜感到不滿，而希望可以再度自組聯盟，在8月26日，SBL超級籃球聯賽球團例行會議，由台灣大雲豹提出SBL超級籃球聯賽委員會團法人化概念，希望可以健全SBL超級籃球聯賽體制。

### 2010年代
2016年7月，高雄聖徒宣佈成立並加入ABL東南亞職業籃球聯賽，不過高雄聖徒僅打一個賽季便因財務問題宣布解散。2017年9月，由桃園璞園建築領隊張承中及富邦勇士副領隊陳建州為首，成立寶島夢想家，並宣布頂替高雄聖徒的空缺加入ABL東南亞職業籃球聯賽。
2019年1月25日，因SBL超級籃球聯賽委員會召集人高志鵬判刑定讞入監服刑，委員會召集人一職出缺，讓欲將臺灣籃球邁向二度職業化的職籃復興計畫因此暫時停擺。5月17日，達欣工程宣布不跟進加入尚未成形的職業聯盟，並決定離開SBL超級籃球聯賽重回甲組層級賽事。5月28日，出現CBL中華職籃大聯盟欲將臺灣籃壇推向職業化；7月25日，CBL中華職籃大聯盟宣布因為只有台灣啤酒、臺灣銀行、金門酒廠3隊願意加盟，無法湊足4隊而延期開打。8月7日，富邦勇士宣布退出SBL超級籃球聯賽、加入ABL東南亞職業籃球聯賽。12月，第17季SBL超級籃球聯賽開打，但進場球迷仍然零星，下半球季因2019冠狀病毒病影響而閉門比賽。

### 2020年代
2020年5月22日，陳建州表示有意在臺灣籃壇推動新聯盟。7月8日，陳建州證實新聯盟已正式成立，由寶島夢想家、臺北富邦勇士、桃園璞園建築和新籌組的新竹球隊組成。7月21日，陳建州公布聯盟名稱為「P. LEAGUE+」。8月3日，新籌組的新竹球隊公布隊名為「新竹攻城獅」。10月13日，璞園建築團隊公布以「桃園領航猿」參戰P. LEAGUE+。
2021年5月10日，新聯盟籌備小組發布聲明稿表示，聯盟由管光中擔任發起人。5月21日，P. LEAGUE+通過新北國王與高雄鋼鐵人兩支球隊2021–22年賽季加盟事宜，聯盟新賽季從四支球隊擴編成六支球隊。5月24日，新聯盟宣布定名為「T1 League」。5月26日，高雄海神宣佈球隊正式成軍。6月19日，臺中太陽宣佈球隊正式成軍。7月30日，新北中信特攻宣佈球隊正式成軍。8月7日，桃園雲豹宣佈球隊正式成軍。9月2日，台灣啤酒宣佈以「台灣啤酒英熊」參戰T1聯盟。9月30日，臺南球隊公布隊名為「臺南台鋼獵鷹」。
2022年5月30日，高雄九太科技宣布解散。7月11日，桃園璞園建築宣布將SBL超級籃球聯賽兩個賽季參賽權利出借給彰化縣籃球委員會。7月15日，彰化縣球隊公布隊名為「彰化柏力力」。9月17日至9月27日，中華民國籃球協會將原訂舉辦瓊斯盃檔期改主辦跨聯盟籃球邀請賽。11月8日，德懷特·霍華德加盟T1聯盟桃園永豐雲豹，被臺灣媒體譽為臺灣籃壇「最大咖洋將」。
2023年6月26日，T1聯盟常務理事會決議台新育樂股份有限公司承接台灣啤酒英熊運營方智翔運動管理顧問股份有限公司的T1聯盟參賽權。7月4日，桃園永豐雲豹與台灣啤酒籃球協會結盟合作更名為「台啤雲豹」。8月24日，台新育樂股份有限公司公布隊名為「臺北台新戰神」。9月15日，T1聯盟宣布臺中太陽無法符合財務資格規範未獲得2023–24年賽季參賽資格。10月16日，臺中太陽宣布解散。
2024年6月16日，中華民國籃球協會理事會通過決議，將支持在SBL賽事中成立基隆的籃球隊，基隆籃球隊將由基隆市體育發展基金會籌備成立。6月22日，P. LEAGUE+（PLG）新北國王董事長王文祥召開記者會宣佈將成立新聯盟，新聯盟已收到PLG與T1聯盟兩大聯盟共九支球隊的加入意向書，未來將有一支東南亞球隊加入，總共十支球隊加入新聯盟。6月26日，新聯盟執行籌備委員會表示臺灣兩大聯盟共十一支球隊確定加入籌組新聯盟。7月8日，臺北富邦勇士、桃園璞園領航猿、高雄17直播鋼鐵人三個球團發表聯合聲明表示退出新聯盟籌備委員會，續留PLG籌備2024–25賽季。7月9日，臺南台鋼獵鷹發表聲明宣布退出新聯盟籌備委員會，加入PLG；新聯盟七支球隊臺北台新戰神、新北國王、新北中信特攻、桃園台啤永豐雲豹、新竹御頂攻城獅、福爾摩沙夢想家、高雄全家海神發表聯合聲明，並宣佈新聯盟定名為「台灣職業籃球大聯盟（TPBL）」。8月12日，基隆隊因籌備不及，新賽季仍維持四隊參加SBL。
2025年7月16日，TPBL與PLG共同宣布2025-26賽季以「7+3」共10隊形式合作開打。7月23日，宏國集團決定重啟球隊，並申請在2026-27賽季加入PLG。7月25日，TPBL宣布取消與PLG合作，即日起僅以「兩聯盟合併」為前提進行討論。7月31日，TPBL宣布即日起停止合併討論，專注準備2025-26賽季。8月18日，基隆市籃球隊於第23季SBL選秀會正式亮相。

## 選秀
2021年6月1日，中華民國籃球協會發佈新聞稿稱為了防止惡性競爭濫用選秀制度，有意邀請SBL超級籃球聯賽、P. LEAGUE+與T1聯盟出席由籃協舉行的跨聯盟選秀制度球團會議，針對選秀制度訂定規則。SBL超級籃球聯賽球團委員會召開會議，裕隆納智捷、臺灣銀行、桃園璞園建築、台灣啤酒和高雄九太科技皆同意由中華民國籃球協會進行SBL超級籃球聯賽與其他聯盟的共同選秀。6月16日，中華民國籃球協會召開「跨聯盟選秀制度研議會議」，P. LEAGUE+表示自行舉辦選秀是聯盟與六支球團的共識，SBL超級籃球聯賽表示希望採跨聯盟聯合選秀，T1聯盟則未作出任何表態，中華民國大專院校體育總會則希望各聯盟能以21歲為參與選秀的最低門檻。6月22日，中華民國籃球協會發佈新聞稿稱為了避免爭議且保障球員參賽權益，已研擬「中華民國籃球協會聯盟選秀指引」草案，該指引可規範P. LEAGUE+、SBL超級籃球聯賽與T1聯盟。7月1日，中華民國籃球協會召開理事會，決議通過「中華民國籃球協會籃球聯盟選秀指引」和「中華民國籃球協會聯盟球團球員懲處辦法」。
2024年7月15日，由新聯盟籌備委員會邀請P. LEAGUE+與T1聯盟共同舉辦聯合選秀會。後續該年度P. LEAGUE+新人選秀會與台灣職業籃球大聯盟新人選秀會分別於7月12日與7月23日舉辦。